# 航空機衝突防止装置
航空機衝突防止装置（こうくうきしょうとつぼうしそうち、Airborne Collision Avoidance System : ACAS）とは、衝突の恐れがある航空機の存在を操縦士に知らせるためのシステムである。
国際民間航空条約の第10附属書第4巻で基準が定められている。地上の航空管制システムからは独立しており、衝突の危機が迫った時に衝突の回避操作を操縦士に指示する。また、日本の電波法施行規則では「航空機局の無線設備であつて、他の航空機の位置、高度その他の情報を取得し、他の航空機との衝突を防止するための情報を自動的に表示するものをいう」と定義されている。
2006年時点では、国際民間航空機関 (ICAO) の ACAS II に適合した実装は TCAS II （空中衝突防止装置）のバージョン 7.0 のみで、ロックウェル・コリンズ社とハネウェル社から提供されている。